# You Will Never Work in Television Again
«You Will Never Work in Television Again» — пісня англійського рок-гурту The Smile. Вона була випущена 5 січня 2022 року як дебютний сингл з дебютного альбому A Light for Attracting Attention. The Smile вперше виконали її під час прямого ефіру Live at Worthy Farm на фестивалі Ґластонбері у 2021 році.

## Відгуки
Деякі видання порівнювали «You Will Never Work in Television Again» з основним гуртом Тома Йорка та Джонні Ґрінвуда Radiohead. Тайлер Ґолсен з журналу Far Out Magazine поставив йому 8.3/10, назвавши його «міцним і потужним рокером, який дозволяє хлопцям з Radiohead просто розслабитися і відірватися вперше за довгий час». Браян Бернс NPR порівняв його з постпанк-гуртами Mission of Burma і Swell Maps, а Джексон Максвелл з Guitar World порівняв його з Sonic Youth.

## Музичне відео
Разом із синглом гурт випустив лірик-відео, зняте режисером Дунканом Лаудоном, у якому текст пісні прокручується на телесуфлері. Журнал Far Out Magazine описав відео як «моторошне».

## Персоналії
The Smile
- Том Йорк — вокал, гітара
- Джонні Ґрінвуд — гітара, бас
- Том Скіннер — барабани

Продакшн
- Найджел Ґодріч